# Mohammed Reza Bey
Mohammed Reza Bey, in persiano: محمدرضا بیگ, in francese Méhémet Riza Beg (Persia, ... – Persia, 1717), è stato un diplomatico e nobile persiano.
Fu sindaco della città di Erevan nonché ambasciatore dello scià Sultan Husayn presso la corte di Luigi XIV di Francia. Guidò l'ambasciata in Francia nel 1715.

## Biografia
Mohammed Reza Bey era sindaco della città di Erevan ed alto ufficiale del governatore della provincia di Erevan, e venne prescelto dallo scià di Persia per ricoprire il ruolo di ambasciatore in Francia nel marzo del 1714. A differenza dei suoi predecessori ai quali era stata affidata la medesima missione, attraversò l'Anatolia giungendo sino a Costantinopoli travestito da pellegrino dal momento che l'Impero ottomano e quello persiano erano in guerra. Venne comunque imprigionato nella capitale ottomana e fu rilasciato solo per intervento dell'ambasciatore francese, Pierre des Alleurs, e del suo astuto "dragomanno" Etienne Padery, potendo poi giungere poi a Marsiglia (23 ottobre 1714) e proseguire il viaggio fino a Versailles, dove l'ambasciata venne ricevuta coi massimi onori. Il 13 agosto 1715, Mohammed Reza Bey riuscì a concludere un nuovo trattato col governo di Luigi XIV che includeva anche nuove possibilità per il commercio francese in oriente. Come risultato di questa missione diplomatica, a Marsiglia, il principale porto francese sul Mediterraneo, venne aperto un consolato permanente persiano, il quale venne posto sotto la direzione di Hagopdjan de Deritchan.

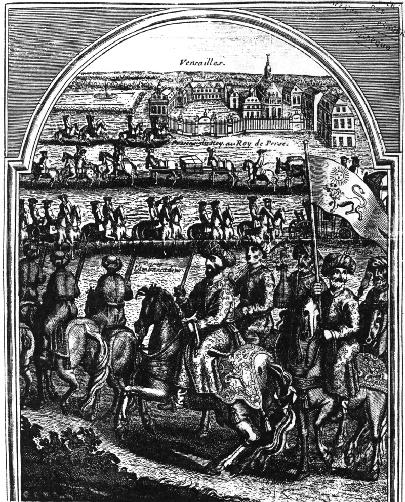
Entry of Mohammad Reza Beg in Versailles.

Il 19 febbraio 1715, alle 11:00, Mohammed Reza Bey fece il proprio ingresso trionfale alla Reggia di Versailles accompagnato dal folto stuolo di cortigiani. Si dice che la folla avesse riempito l'avenue de Paris ed il cortile della reggia per vedere lo spettacolo dell'arrivo dell'ambasciatore e del suo seguito. I cortigiani si affollarono nella Galleria degli Specchi. Luigi XIV attese l'ambasciata sul suo trono nella medesima sala, attorniato dal futuro Luigi XV e dalla sua governante, Madame de Ventadour, da Filippo, duca d'Orléans e dagli altri principi reali. Il pittore Antoine Coypel e Boze, segretario dell'Accademia delle Inscrizioni, erano presenti per registrare l'evento in pittura ed in scrittura.
Mohammed Reza Bey entrò nella Galleria degli Specchi, accompagnato da un interprete. Dopo una lunga udienza, prese parte al pranzo in suo onore. Lasciò Versailles dopo aver fatto visita al giovane Luigi XV privatamente, e venne ricevuto un'ultima volta dal re il 13 agosto.
Il 12 settembre 1715 si imbarcò a Le Havre e tornò in Persia passando per la Moscovia. Raggiunse Erevan nel maggio del 1717.

## Influenze nella letteratura
Durante il periodo che trascorse a Parigi, si parlò molto dell'eccentricità e dell'esoticità del personaggio, dei suoi conti lasciati in sospeso, delle armi che l'ambasciata aveva portato al proprio seguito. Un autore, d'Hostelfort, compose al riguardo l'opera orientaleggiante Amanzolide, nouvelle historique et galante, qui contient les aventures secrètes de Mehemed-Riza-Beg, ambassadeur du Sophi de Perse à la cour de Louis le Grand en 1715  (Parigi, P. Huet, 1716), una vera turcheria.
Montesquieu, ispirato dall'arrivo dell'ambasciata persiana in Francia, scrisse le sue Lettere persiane (1725), attraverso le quali criticò con la satira la società francese.
Le Memoirs di Saint-Simon riportarono il fatto che i cortigiani ritenevano che l'ambasciatore persiano fosse niente più di un semplice mercante, ma che dovesse avere una certa abilità per essere stato inviato in Francia a contrattare. Lo stesso Louis Phélypeaux de Pontchartrain, ministro del commercio, disse che l'ambasciata aveva avuto un buon impatto sull'anziano re.